# Заря (Глусский район)
Заря (бел. Зара) — посёлок в составе Славковичского сельсовета Глусского района Могилёвской области Белоруссии.
До упразднения 20 ноября 2013 года Клетненского сельсовета входил в его состав.

## Население
- 1999 год — 5 человек
- 2009 год — 1 человек